# Ciro Henrique Alves Ferreira e Silva
Ciro Henrique Alves Ferreira e Silva, noto semplicemente come Ciro (Salgueiro, 18 aprile 1989), è un calciatore brasiliano, attaccante del Malut Utd.

## Carriera

### Club
Ciro ha iniziato la propria carriera calcistica con lo Sport Recife. Dopo 48 presenze e 16 gol, il 16 giugno 2011 si trasferisce con la formula del prestito biennale al Fluminense. Dopo 14 presenze e soli due gol viene annullato il prestito e nel 2012 passa ancora in prestito al Bahia.

### Nazionale
Dal 2009 Ciro gioca con la nazionale brasiliana Under-20, con la quale ha conquistato la medaglia d'argento al Mondiale Under-20 disputatosi in Egitto.

## Palmarès

### Club

#### Competizioni statali
- Campionato Pernambucano: 3

Sport Recife: 2008, 2009, 2010

#### Competizioni nazionali
- Coppa del Brasile: 1

Sport Recife: 2008